# Hemer
Hemer è una città di 33 708 abitanti della Renania Settentrionale-Vestfalia, in Germania.
Appartiene al distretto governativo (Regierungsbezirk) di Arnsberg e al circondario della Marca (targa MK).
Hemer possiede lo status di "Media città di circondario" (Mittlere kreisangehörige Stadt).

## Storia
In epoca nazista la città fu sede di un campo di concentramento, la cui infermeria italiana fu diretta dal medico Leopoldo Faretra.

## Gemellaggi[2]
- Beuvry
- Bretten
- Doberlug-Kirchhain
- Obervellach
- Ščëlkovo
- Steenwerck